# Obołoń-2 Kijów (2014)
Obołoń-2 Kijów (ukr. ФК «Оболонь-2» Київ) – ukraiński klub piłkarski, mający siedzibę w mieście Bucza, obwodu kijowskiego, na północy kraju, grający w latach 2019–2021 w rozgrywkach ukraińskiej Drugiej ligi.

## Historia
Chronologia nazw:
- 2014: Obołoń-Browar-2 Kijów (ukr. ФК «Оболонь-Бровар-2» Київ)
- 2020: Obołoń-2 Bucza (ukr. ФК «Оболонь-2» Буча)

Klub piłkarski Obołoń-Browar-2 został założony w Kijowie w 2014 roku i był drugą drużyną klubu Obołoń-Browar Kijów. Na czele drużyny stanął Wałerij Iwaszczenko, z którą startował w mistrzostwach odwodu kijowskiego. W czerwcu 2019 roku klub zgłosił się do rozgrywek Drugiej ligi (D3) i otrzymał status profesjonalny.
21 sierpnia 2020 klub zmienił nazwę na Obołoń Kijów.
W sezonie 2021/22 w Drugiej lidze zrezygnowano z udziału drugich drużyn klubów w związku z dużą liczbą nowo przyjętych zespołów.

## Barwy klubowe, strój, herb, hymn
|  |  |

Klub ma barwy zielono-białe. Piłkarze domowe spotkania zazwyczaj grają w zielonych koszulkach, białych spodenkach oraz zielonych getrach.

## Sukcesy

### Trofea międzynarodowe
Do chwili obecnej klub jeszcze nigdy nie zakwalifikował się do rozgrywek europejskich.

### Trofea krajowe
| \| \| Zdobyte trofea w rozgrywkach Ukrainy (stan na: 31-05-2021) \| |                                                            |      |          |
| Rozgrywki                                                           | Osiągnięcie                                                | Razy | Sezon(y) |
| · Mistrzostwo                                                       | I miejsce                                                  | 0    |          |
| · Mistrzostwo                                                       | II miejsce                                                 | 0    |          |
| · Mistrzostwo                                                       | III miejsce                                                | 0    |          |
| Puchar                                                              | zdobywca                                                   | 0    |          |
| Puchar                                                              | finalista                                                  | 0    |          |
| II liga                                                             | I miejsce                                                  | 0    |          |
| II liga                                                             | II miejsce                                                 | 0    |          |
| II liga                                                             | III miejsce                                                | 0    |          |
| Ukraina                                                             | Zdobyte trofea w rozgrywkach Ukrainy (stan na: 31-05-2021) |      |          |

- Druha liha (D3):
  - 9. miejsce (1x): 2020/21 (A)

## Poszczególne sezony

### Rozgrywki międzynarodowe

#### Europejskie puchary
Nie uczestniczył w rozgrywkach europejskich.

### Rozgrywki krajowe
| \| Ukraina \| Bilans występów klubu w rozgrywkach piłkarskich Ukrainy (Stan na 5 października 2020 r.) \| \| |                                                                                          |        |       |   |   |   |    |    |     |           |        |        |      |
| Poziom | Rozgrywki                                                                                | Sezony | Mecze | Z | R | P | B+ | B– | Pkt | Lata      | Awanse | Spadki | Naj. |
| I | Premier-liha                                                                             | 0      |       |   |   |   |    |    |     |           | 0      | 0      |      |
| II | Persza liha                                                                              | 0      |       |   |   |   |    |    |     |           | 0      | 0      |      |
| III | Druha liha                                                                               | 2      |       |   |   |   |    |    |     | 2019–2021 | 0      | 0      | 9    |
| IV | Amatorska liha                                                                           | 0      |       |   |   |   |    |    |     |           |        |        |      |
| | Puchar Ukrainy                                                                           | 0      |       |   |   |   |    |    |     |           | 0      | 0      |      |
| Ukraina | Bilans występów klubu w rozgrywkach piłkarskich Ukrainy (Stan na 5 października 2020 r.) |        |       |   |   |   |    |    |     |           |        |        |      |

## Piłkarze, trenerzy, prezydenci i właściciele klubu

### Piłkarze

#### Aktualny skład zespołu
Klub ma na sezon wspólną listę zawodników z główną drużyną.

### Trenerzy
- 17.09.2014–28.09.2017:  Wałerij Iwaszczenko
- 28.09.2017–...:  Ołeh Mazurenko

### Prezydenci
- 4.10.2012–...:  Ołeksandr Słobodian

## Struktura klubu

### Stadion
Klub piłkarski rozgrywa swoje mecze domowe stadionie Juwiłejny w Buczy, który może pomieścić 1068 widzów.

## Kibice i rywalizacja z innymi klubami

### Derby
- Czajka Petropawliwśka Borszczahiwka
- Dinaz Wyszogród